# Cecília de Meclemburgo-Schwerin
Cecília Augusta Maria de Meclemburgo-Schwerin (20 de setembro de 1886 - 6 de maio de 1954) foi a esposa de Guilherme, Príncipe Herdeiro da Alemanha, filho de Guilherme II, o último kaiser da Alemanha.
Cecília era filha de Frederico Francisco III de Meclemburgo-Schwerin e da grã-duquesa Anastásia Mikhailovna da Rússia. Ela cresceu com simplicidade e seu início de vida foi peripatético, passando os verões em Meclemburgo-Schwerin e o resto do ano no sul da França. Após a morte de seu pai, ela viajou todos os verões entre 1898 e 1904 para a Rússia, pátria natal de sua mãe. Em 6 de junho de 1905, casou-se com Guilherme, Príncipe Herdeiro da Alemanha. O casal teve quatro filhos e duas filhas. Cecília, alta e escultural, logo se tornou popular na Alemanha por seu estilo. No entanto, seu marido era namoradiço e o casamento não foi feliz.
Após a queda da monarquia alemã, ao final da Primeira Guerra Mundial, Cecília e o marido viveram praticamente separados. Durante a República de Weimar e o período nazista, Cecília viveu uma vida privada principalmente no Palácio Cecilienhof, em Potsdam. Com o avanço das tropas soviéticas, deixou Cecilienhof para nunca mais voltar em fevereiro de 1945. Ela se estabeleceu em Bad Kissingen até 1952, quando se mudou para um apartamento no distrito de Frauenkopf, em Estugarda. Em 1952, publicou um livro de memórias. Ela morreu dois anos depois

## Biografia

### Primeiros Anos

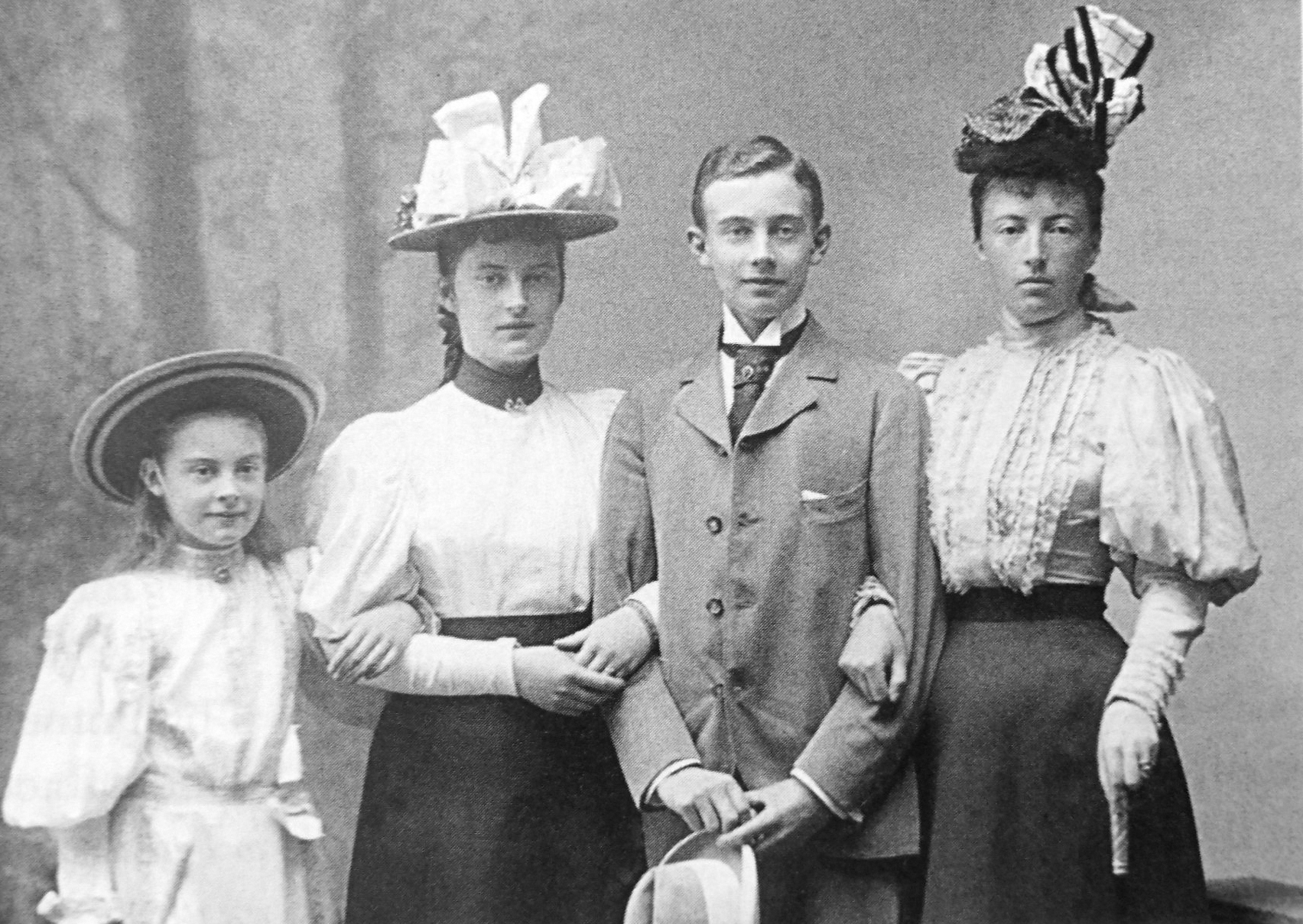
Cecília (esq.) com o irmão Frederico Francisco, a irmã Alexandrina e a mãe Anastásia

Cecília era a filha mais nova do grão-duque Frederico Francisco III e da sua esposa, a grã-duquesa Anastásia Mikhailovna da Rússia. Passou grande parte da sua infância no estado de Schwerin, nas residências reais de Ludwiglust e no castelo de caça, Gelbensande, a apenas alguns quilómetros de distância do mar Báltico. O seu pai sofria de uma forma grave de asma e o clima húmido de Meclemburgo-Schwerin não era bom para a sua saúde. Assim, Cecília passou longos períodos de tempo com a família em Cannes, no sul de França. A costa do sul de França era um lugar muito frequentado pela realeza europeia na época e foi lá que Cecília conheceu muitos membros de diferentes famílias reais durante as suas visitas. Muitos deles eram os seus parentes russos, assim como a antiga imperatriz de França, Eugénia, viúva de Napoleão III. Foi também lá que conheceu o tio-avô do seu futuro marido, o rei Eduardo VII do Reino Unido. Durante uma visita no inverno de 1897, a irmã mais velha de Cecília, Alexandrina, conheceu o seu futuro marido, o príncipe-herdeiro Cristiano da Dinamarca, pouco antes da morte prematura do seu pai, com quarenta-e-seis anos de idade. Depois de regressar a Schwerin, Cecília passaram algum tempo na Dinamarca. O casamento da sua irmã realizou-se em Copenhaga em Abril de 1898. Com a morte do seu pai, a sua mãe, nascida na Rússia, começou a passar os meses de verão no seu país natal. Cecília viveu lá durante algum tempo na casa do avô paterno, a Villa Mikhailovskoe. Foi só depois do seu casamento que estas visitas terminaram.

### Noivado

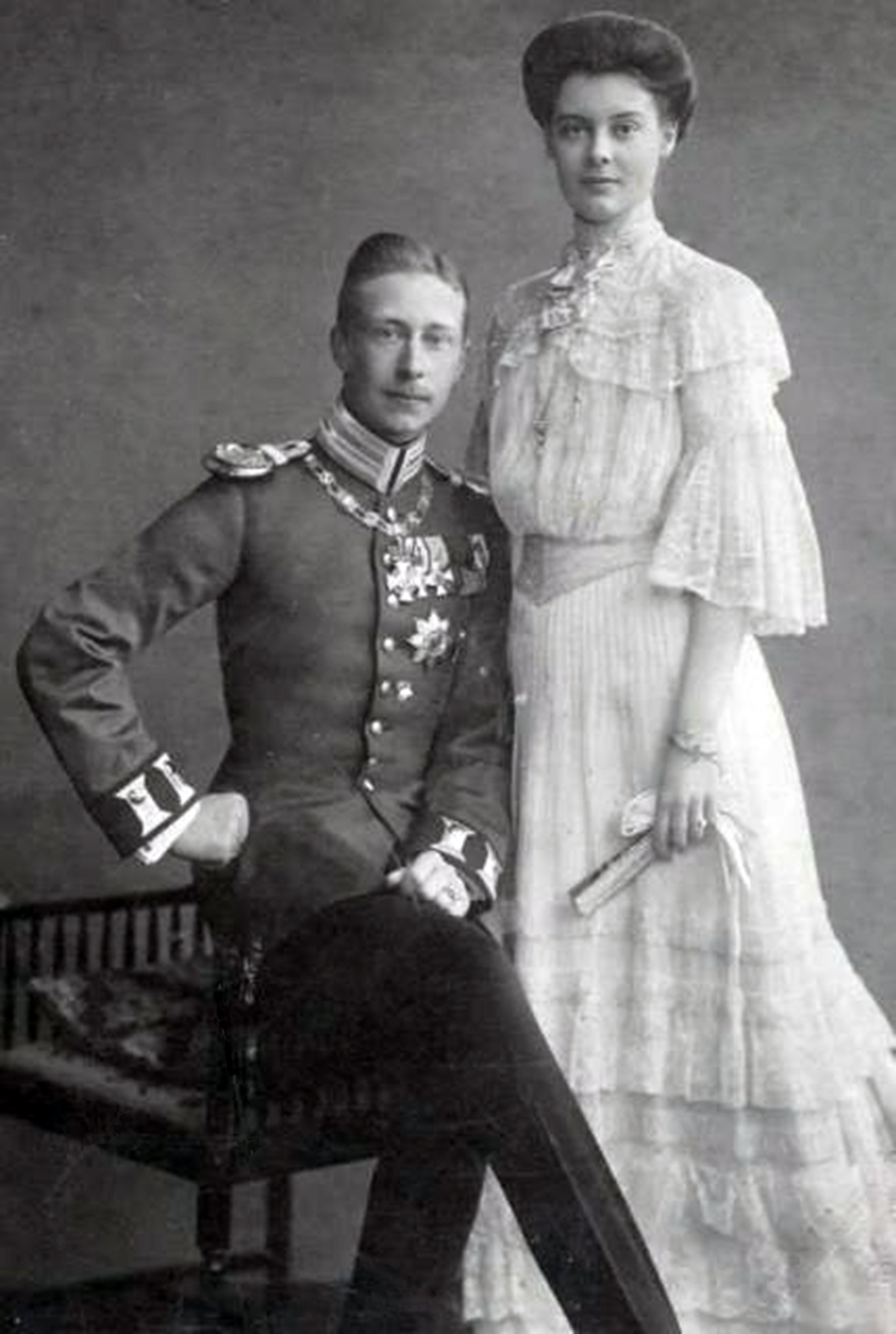
Cecília e Guilherme durante o noivado

Durante o casamento do irmão em Schwerin a junho de 1904, Cecília, na altura com dezassete anos de idade, conheceu o seu futuro marido, o príncipe-herdeiro Guilherme da Alemanha. O kaiser Guilherme II tinha mandado o seu filho à cerimónia para o representar. Cecília era mais alta do que a maioria das mulheres da época, medindo 182 centímetros, quase tanto como o príncipe-herdeiro. Guilherme ficou impressionado com a sua beleza, cabelo e olhos escuros. A 4 de setembro de 1904, o jovem casal celebrou o seu noivado em Meclemburgo-Schwerin. Como prenda de casamento, o kaiser Guilherme ordenou que se construísse uma residência para o casal perto do castelo de caça da família de Cecília. A 5 de Setembro do mesmo ano foram tiradas as primeiras fotografias oficiais do casal.

### Casamento

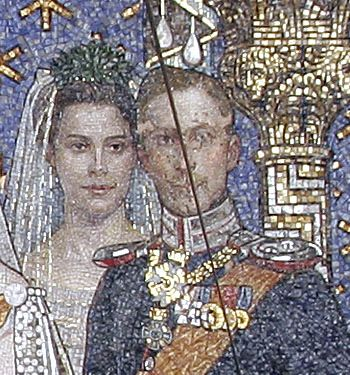
Cecília e o seu marido representados num mosaico da Kaiser Wilhelm Gedächtniskirche

O casamento da princesa Cecília com o príncipe-herdeiro Guilherme da Alemanha realizou-se a 6 de junho de 1905 em Berlim. Foi considerado o casamento do ano. Quando chegou à estação de comboios de Lehter em Berlim, a futura princesa-herdeira foi recebida na plataforma com um ramo de rosas vermelhas. Seguiu na carruagem real para o Castelo de Bellevue onde foi recebida por toda a família imperial da Alemanha. Depois do almoço vestiu o seu vestido de noiva e deslocou-se até ao Portão de Brandemburgo em carruagem de gala. Foi recebida com uma saudação no Tiergarten. As multidões alinhavam-se em ambos os lados da Unter den Linden à medida que a noiva passava a caminho do Palácio Real de Berlim. O kaiser Guilherme II recebeu-a lá e conduziu-a ao Salão dos Cavaleiros onde mais de cinquenta convidados de várias casas reais europeias a esperavam. Entre eles encontravam-se o grão-duque Miguel Alexandrovich da Rússia, seu primo, a representar o seu irmão, o czar Nicolau II, o arquiduque Francisco Fernando, a representar o imperador Francisco José, e também representantes da Dinamarca, Itália, Bélgica, Portugal e dos Países Baixos. No dia do casamento, o seu sogro, o kaiser, presenteou-a com a Ordem de Luísa.
A cerimónia de casamento realizou-se na Capela Real e também na Catedral de Berlim, que ficava perto. O casal real recebeu joias, pratas e porcelanas dispendiosas como prenda de casamento. A pedido da noiva, foi tocada a famosa marcha de casamento de Lohengrin de Richard Wagner juntamente com música Die Meistersinger von Nürnberg conduzida pelo conhecido compositor Richard Strauss. No dia do seu casamento, a princesa Cecília de Meclemburgo-Schwerin tornou-se "Sua Alteza Imperial e Real", a princesa-herdeira da Alemanha e da Prússia. Esperava-se que um dia se tornasse imperatriz da Alemanha e rainha da Prússia.

### Princesa Herdeira

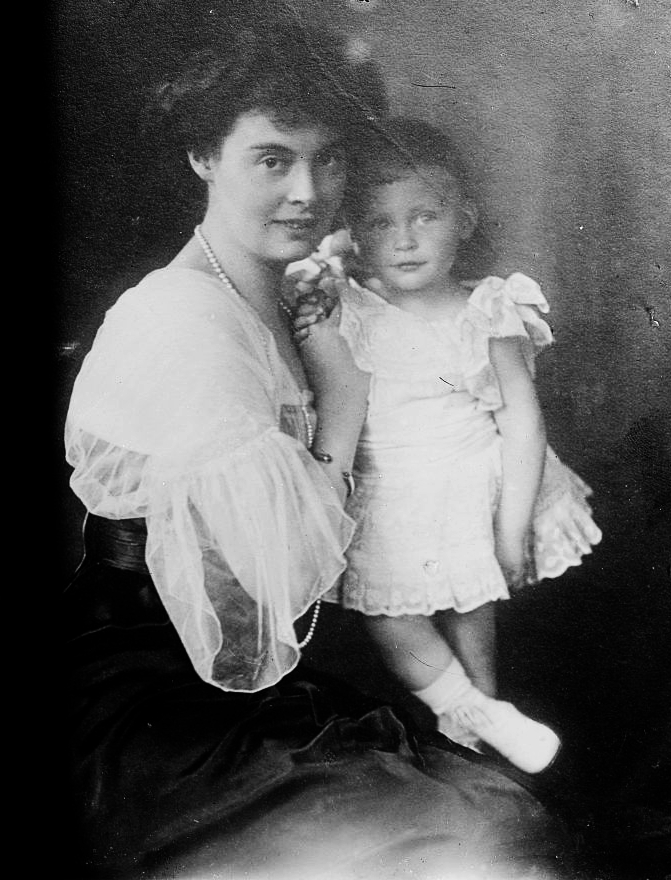
Cecília com um dos seus filhos

Como princesa-herdeira da Alemanha, Cecília tornou-se rapidamente um dos membros mais adorados da família imperial da Alemanha. Era conhecida pela sua elegância e bom gosto. Não demorou até o seu estilo começar a ser imitado por muitas mulheres por todo o Império Alemão. Quando terminaram as festividades do casamento, o casal escolheu o Palácio de Mármore em Potsdam como residência de verão. Todos os anos, no início das sessões da corte, em Janeiro, o casal regressava ao Palácio do Príncipe Herdeiro em Berlim, em Unter den Linden. O primeiro filho de Cecília nasceu a 4 de Julho de 1906 e recebeu o nome de Guilherme, muito tradicional na família. Na altura, a monarquia da Alemanha parecia estar muito segura. Apesar de, em público, o casamento do príncipe e da princesa-herdeira parecer perfeito, não demorou até surgirem os primeiros desentendimentos, principalmente devido à infidelidade do príncipe. Logo no início do casamento, o príncipe teve vários casos amorosos que abalaram a relação do casal. Apesar da infidelidade do marido, até 1917, Cecília deu à luz seis filhos:
1. Guilherme da Prússia (4 de julho de 1906 - 16 de maio de 1940), casado com Dorothea von Salviati; com descendência.
2. Luís Fernando da Prússia (9 de novembro de 1907 - 26 de setembro de 1994), casado com a grã-duquesa Kira Kyrillovna da Rússia; com descendência.
3. Humberto da Prússia (30 de setembro de 1909 - 8 de abril de 1950), casado com a baronesa Maria von Humboldt-Dachroeden; com descendência.
4. Frederico da Prússia (19 de dezembro de 1911 - 20 de abril de 1966), casado com Lady Brigid Katherine Rachel Guinness; com descendência.
5. Alexandrina da Prússia (7 de abril de 1915 - 2 de outubro de 1980, sofria de Síndrome de Down; sem descendência.
6. Cecília da Prússia (5 de setembro de 1917 - 21 de abril de 1975), casada com o capitão Clyde Kenneth Harris; com descendência.

### Impacto como Princesa Herdeira

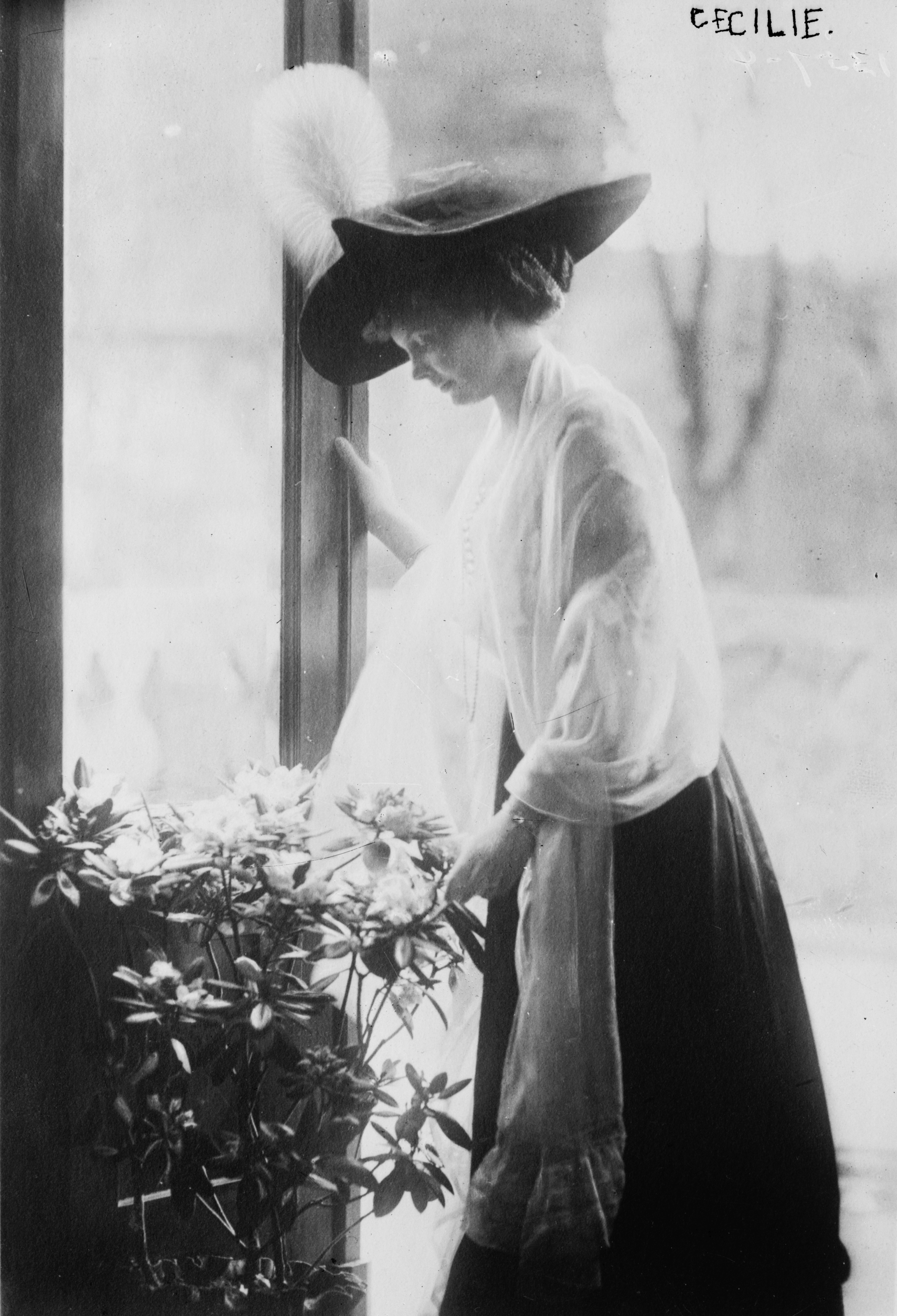
Cecília quando princesa-herdeira da Alemanha

Cecília causou um impacto considerável em várias áreas, incluindo na educação das mulheres. Várias escolas e estradas receberam o nome em sua honra. A 6 de dezembro de 1906, a princesa-herdeira inaugurou o barco a vapor "Princesa Herdeira Cecília". Para Cecília, que tinha uma grande paixão pelo mar desde criança, o gesto trouxe-lhe muita alegria e foi uma honra. Perto do final de 1910, Cecília e o marido visitaram o Ceilão, a Índia e o Egipto. A vida de Cecília em Berlim era uma roda viva constante de deveres reais, paradas militares, banquetes de gala, cerimónias oficiais e outras funções da corte que incluíam visitas de estado a cortes estrangeiras, como, por exemplo à corte do imperador da Áustria, Francisco José, em Viena. Em maio de 1911, Cecília e o marido visitaram a Corte Imperial da Rússia em São Petersburgo. A visita coincidiu com o aniversário do czar Nicolau II. Em Junho de 1911 realizaram uma visita ao rei Jorge V do Reino Unido e à sua esposa Maria, em Londres, em junho de 1911. A revista ilustrada londrina "The Sphere" referiu-se ao casal como "os nossos muito amados visitantes para a coroação". A rainha Maria gostava particularmente do casal e manteve o contacto com Cecília até à sua morte em 1953. A visita de 1911 foi a última de Cecília como representante do Império Alemão.

### Primeira Guerra Mundial
Quando rebentou a Primeira Guerra Mundial em 1914, Cecília encontrava-se novamente grávida. Alguns meses depois a família passou por um período difícil quando a sua primeira filha, depois de quatro rapazes, nasceu com síndrome de Down. Devido às condições e rigidez do protocolo da corte dos Hohenzollern, não foi revelada ao público a doença da criança. Como princesa-herdeira da Alemanha, era esperado que Cecília continuasse com os seus deveres como se nada tivesse acontecido, o que, em tempo de guerra, significava visitar os feridos para manter a moral do país. O marido de Cecília prestou serviço militar na frente sul sob o comando directo do marechal-de-campo Hindenburg. Durante a fase final da guerra, o povo alemão passou por grandes dificuldades. Para Cecília, que tinha fortes relações familiares na Rússia pelo lado da mãe, a Revolução Russa de Março de 1917 afectou-a muito. Os seus tios, os grão-duques Nicolau, Sérgio e Jorge, foram todos assassinados, bem como outros membros da família Romanov.

### Revolução e queda da monarquia
A situação política e económica no último ano de guerra tornou-se cada vez mais desesperante. A 6 de Novembro de 1918, o novo chanceler imperial da Alemanha, o príncipe Maximiliano de Baden, encontrou-se com o ministro Wilhelm Solf para discutir o futuro do Império Alemão. Ambos partilhavam a opinião de que a monarquia apenas poderia sobreviver se o kaiser e o seu filho mais velho fossem afastados e foi criada uma regência governada nominalmente pelo filho mais velho da princesa Cecília. Esta ideia acabou por ser rejeitada rapidamente quando Friedrich Ebert se tornou chanceler e se declarou a república alguns dias depois. Tanto o kaiser como o príncipe-herdeiro atravessaram a fronteira para procurar exílio nos Países Baixos que se tinham mantido neutros durante a guerra. A monarquia caiu com a derrota da Alemanha no final da guerra. Cecília estava a viver com os filhos em Potsdam durante o período da revolução. Tinha deixado Cecilienhof com os filhos para fazer companhia à sua sogra na relativa segurança do Novo Palácio. Foi lá que a imperatriz Augusta Vitória a informou: "A revolução rebentou. O kaiser abdicou. A guerra está perdida."

### Vida durante a república

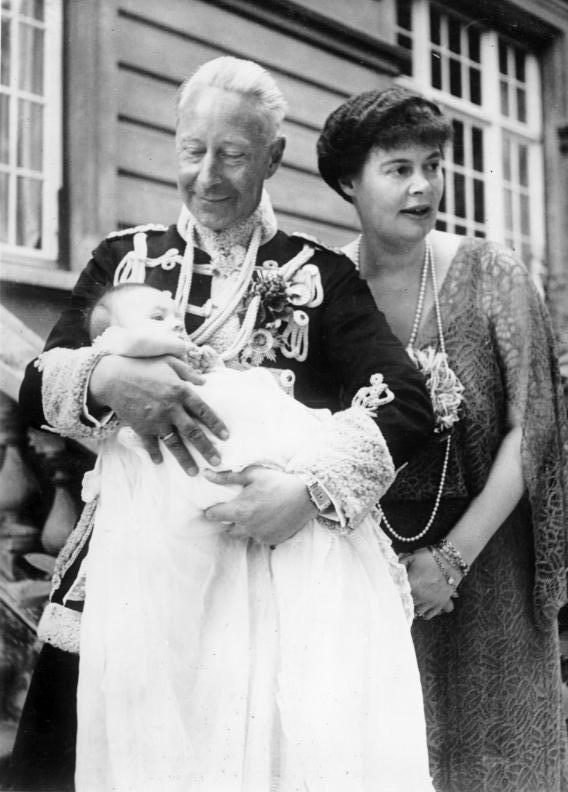
Cecília com o marido Guilherme e a primeira neta, a princesa Felicitas da Prússia, em 1934

A antiga princesa-herdeira da Alemanha sempre foi muito realista em relação à situação pela qual passavam a sua família e a Alemanha. A antiga imperatriz acompanhou o marido para o exílio. Cecília estava preparada para fazer o mesmo, mas, se possível, queria ficar na Alemanha com os filhos. Recebeu permissão para o fazer e, a 14 de Novembro, deixou discretamente o Novo Palácio para regressar à sua residência privada, Cecilienhof. Devido à mudança nas suas circunstâncias, o pessoal da sua casa foi reduzido em 50%. O tutor dos seus filhos também foi dispensado e, assim os seus dois filhos mais velhos, Guilherme e Luís Fernando, foram os primeiros a frequentar uma escola normal que ficava perto do palácio. Cecília simpatizava muito com o sofrimento do povo alemão. Em resposta a uma carta da União das Mulheres Alemãs em Berlim, a antiga princesa-herdeira afirmou: "Não preciso de compaixão. Tenho a bela situação que pode acontecer a qualquer mulher alemã, a educação dos meus filhos como bons cidadãos da Alemanha."
Guilherme apenas pôde regressar à Alemanha do seu exílio forçado em 1923. Antes dessa altura, as visitas eram difíceis. Felizmente, a família Hohenzollern ainda detinha bastantes propriedades privadas na Alemanha devido a um acordo provisório realizado entre a família e o estado da Prússia em Novembro de 1920. O Castelo Oels, um castelo com 10,000 hectares de terra fértil, na Silésia, que actualmente pertence à Polónia, era uma boa fonte de rendimento para a família de Cecília. Durante a ausência do marido, Cecília tornou-se a figura principal dos Hohenzollern. A antiga princesa-herdeira não tinha ilusões de que o império pudesse ser restabelecido, ao contrário do seu sogro em Door, nos Países Baixos. O seu regresso era completamente impossível. Com a eleição de Gustav Stresemann para chanceler da República de Weimar em Agosto de 1923, iniciaram-se as negociações para o regresso do príncipe-herdeiro. Na noite de 13 de Novembro de 1923, Cecília encontrou-se com o marido no Castelo de Oels. Os anos de separação e o comportamento de Guilherme tinham já tornado o casamento em algo que existia apenas no nome, mas Cecília estava determinada a manter as aparências, mesmo à distância. Passou a ficar cada vez mais tempo em Cecilienhof enquanto o marido preferia a Silésia. O casal juntava-se quando era necessário pelo bem da união familiar, em ocasiões como casamentos, comunhões, baptizados e funerais. Em 1927, foi concretizado o acordo final entre os Hohenzollern e o estado da Prússia. Cecília continuou a trabalhar activamente em várias organizações caritativas tais como o fundo da rainha Luísa, presidente da União das Mulheres da Pátria e as Damas da Ordem de São João enquanto se mantinha afastada de qualquer movimento político. Com a chegada ao poder no Partido Nacional Socialista de Adolf Hitler em 1933, todas as suas organizações caritativas foram extintas.

### Regime Nazi 1933-39

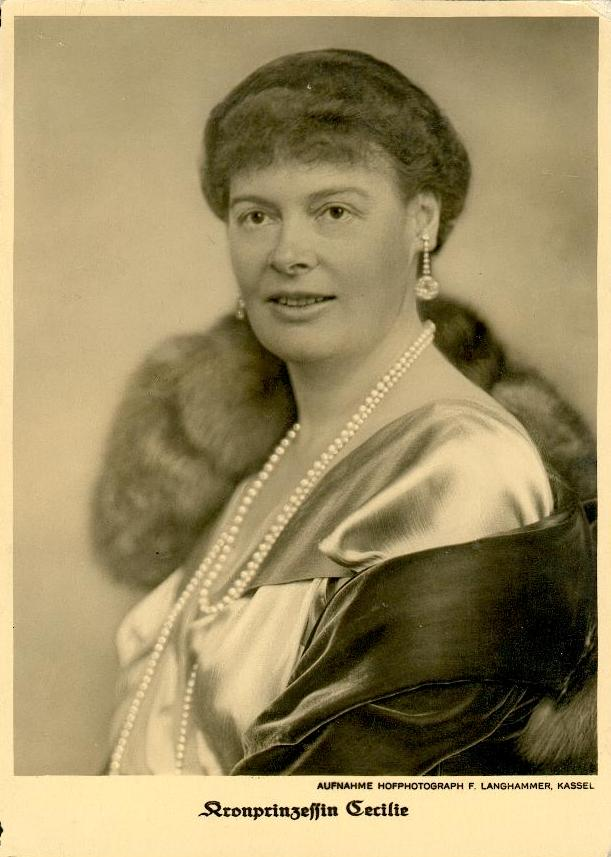
Cecília durante os seus últimos anos de vida

Entre 1933 e 1945, Cecília viveu uma vida privada em Ceclilienhof, em Potsdam. O seu filho mais velho, o príncipe Guilherme perdeu a sua posição como possível herdeiro quando se casou com Dorothea von Salviati a 3 de junho de 1933. Tal aconteceu porque a sua esposa não era considerada adequada pela família real. Apesar de a casa real ter sido formalmente deposta, este acto ia contra as regras da casa real que ainda continuavam a ser exercidas. O antigo príncipe e a princesa-herdeira foram mais compreensivos com o filho do que o antigo kaiser. Cecília não ficou perturbada e lidou o melhor possível com a situação, tendo ficado encantada quando foi avó pela primeira vez a 7 de junho de 1934. Em 1935, o segundo filho de Cecília, que se tinha formado em Economia e tinha trabalhado durante algum tempo nos Estados Unidos como mecânico para a Ford, começou a trabalhar para a Lufthansa. O seu terceiro filho, Humberto, depois de passar algum tempo na área da agricultura, juntou-se ao exército e depois à força área e tornou-se piloto. O seu filho mais novo, Frederico, dedicava-se aos negócios. Em maio de 1938, o príncipe Luís Fernando casou-se com a grã-duquesa Kira da Rússia, filha do pretendente ao trono russo, Cyrill Vladimirovich, em Cecilienhof. Esta foi a última grande celebração da família antes do início da Segunda Guerra Mundial em setembro de 1939.

### Segunda Guerra Mundial
Um período de relativa calma para a família de Cecília e para a Alemanha terminou quando rebentou a Segunda Guerra Mundial em setembro de 1939. O seu sobrinho de vinte-e-quatro anos, o príncipe Óscar, faleceu cinco dias depois do início da invasão da Polónia. Outra tragédia ocorreu quando o príncipe Guilherme ficou ferido numa batalha em Valenncienes, França, a 25 de maio de 1940, acabando por morrer no dia seguinte num hospital de campanha em Nivelle. O seu funeral realizou-se na Friedenskirche (Igreja da Paz) em Potsdam, a 28 de maio. Mais de 50 mil pessoas se reuniram ao longo do percurso até ao seu túmulo no Templo Antigo, perto dos restos mortais da sua avó, a antiga imperatriz Augusta Vitória. A grande aderência popular em respeito do príncipe, que tinha tido uma morte de mártir, alarmou e enfureceu Hitler. O resultado deste acontecimento foi uma lei que proibia antigos membros da dinastia Hohenzollern a prestar serviço activo na frente de combate e, em 1943, Hitler foi mais longe e ordenou que fossem todos expulsos das forças armadas.
Em 1941, o antigo kaiser, Guilherme II, faleceu. Aos cinquenta-e-cinco anos de idade, o marido de Cecília tornou-se chefe da Casa de Hohenzollern. Se ainda houvesse monarquia, este momento teria sido de grande mudança para Cecília e para o marido e a mudança na liderança da família era potencialmente periogosa devido a Adolf Hitler, que se tornava cada vez mais paranoico. Por isso, nesta altura, Cecília e o marido começaram a retirar-se cada vez mais para o Castelo de Oels para viver uma vida calma, longe dos perigos de Berlim. Até Potsdam, que ficava a trinta minutos de distância, de comboio, da capital, era demasiado próximo para dar conforto. Com a guerra a correr cada vez pior para o lado alemão, Cecília e a família fugiram ao perigo cada vez mais iminente do exército soviético e regressaram a Potsdam, onde celebraram o Natal de 1944. Foi a última celebração que tiveram na sua adorada casa. Em fevereiro de 1945, Cecília viu Cecilienhof pela última vez.

### Últimos anos
Cecília viveu em Bad Kissingen, na Baviera, durante algum tempo. A 20 de Setembro de 1946, comemorou os seus sessenta anos de vida junto do marido e alguns dos seus filhos. Guilherme tinha-se instalado numa pequena casa em Hechingen. Mais uma tragédia abalou a família quando, a 8 de Abril de 1950, outro dos seus filhos, desta vez o príncipe Humberto, morreu de apendicite. No início de 1951, a saúde do antigo príncipe-herdeiro começou a deteriorar-se e, a 20 de Julho do mesmo ano, este acabaria por morrer. O seu funeral realizou-se a 26 de Julho no Castelo de Hohenzollern, onde foi enterrado no terreno perto do local onde tinha sido enterrado a urna com as cinzas do seu filho Humberto. Consolada pelo seu filho, o príncipe Luís Fernando, Cecília fez a última despedida do marido.
Em 1952 foram publicadas as memórias de Cecília, com o título Recordações. Num acto para recuperar a sua antiga amizade, a princesa Cecília foi recebida pela rainha-mãe do Reino Unido, Maria, em maio de 1952, durante uma visita a Inglaterra. Foi a primeira visita de Cecília depois da guerra e realizou-se para estar presente no baptizado da sua bisneta, filha da princesa Felicitas, filha do príncipe Guilherme. Cecília foi ainda abalada por outra tragédia quando a sua irmã, a rainha Alexandrina da Dinamarca, morreu a 28 de Dezembro desse ano. A 3 de janeiro de 1953, Cecília esteve presente no funeral que se realizou na Catedral de Roskilde, na Dinamarca. A princesa nunca conseguiu recuperar totalmente deste golpe. Conseguiu sobreviver, com a ajuda da família, até 6 de maio de 1954, quando morreu. Era o dia em que o seu falecido marido teria completado sessenta-e-sete anos de idade. A 12 de maio de 1954, realizou-se o seu funeral e os seus restos mortais foram sepultados ao lado dos do marido no terreno do Castelo de Hohenzollern. A sua vida, que parecia destinada à grandeza, acabou por terminar de forma muito diferente à que tinha esperado.

## Títulos, estilos e honras

### Títulos e estilos
- 20 de setembro de 1886 – 6 de junho de 1905: Sua Alteza, duquesa Cecília de Meclemburgo-Schwerin
- 6 de junho de 1905 – 9 de novembro de 1918: Sua Alteza Imperial e Real, a Princesa Herdeira da Alemanha, Princesa Herdeira da Prússia
- 9 de novembro de 1918 – 6 de maio de 1954: Sua Alteza Imperial e Real, a Princesa Herdeira da Alemanha, Princesa Herdeira da Prússia

O terceiro título é meramente simbólico, desde que a monarquia alemã foi abolida.

Brasão de Cecília (como dama da Ordem das Damas Nobres de Espanha)

### Honras
Honras Alemãs
- Grande Cruz da Ordem da Coroa Wéndica (Grão-Ducado de Meclemburgo-Schwerin)[10]
- Dignitária da Ordem de Luísa (Reino da Prússia)

Honras estrangeiras
- Dignitária da Ordem das Damas Nobres da Espanha, 2 de novembro de 1905[11]
- Dignitária da Ordem de Santa Catarina

Nomeações honorárias
O Palácio Cecilienhof em Potsdam, recebeu o seu nome em homenagem a Cecília, bem como o navio de cruzeiro Herzogin Cecilie, que mais tarde foi renomeado como SS Kronprinzessin Cecilie.